# Al-Khatana
Al-Khatana és un jaciment arqueològic d'Egipte. Khatana, a 6 km al nord de Faqus, n'és el centre però està format per altres llogarets, destacant els principals de Tell al-Daba (Àvaris) i Qantir (Pi-Ramsès). Els llogarets secundaris són:
- Tell al-Qirqafa, al sud, lloc important a l'Imperi mitjà, amb restes de construccions d'Amenemhet I i Senusret III (dinastia XII); queden també restes d'establiments hikses i minoics.

- Ezbet Rushdi al-Saghira, al nord de Tell al-Daba. Una ciutat hi fou construïda per Amenemhet I; la ciutat fou excavada als anys 50 del passat segle per un equip egipci i es va posar a la llum un temple que es creu fou ampliat més tard per Senusret III; els anys 90 l'austríac Manfred Bietak va fer noves excavacions.

- Tell Abu al-Shafia, al nord de Qantir, on es va trobar una estàtua colossal de Ramsès II; des dels anys 20 del segle passat s'havien trobat objectes menors a la zona; l'estàtua podria indicar l'existència d'un temple.

- Tell al-Faraun fou l'antiga ciutat egípcia d'Imet i fou capital del nomós XIX del Baix Egipte abans que la capital fos traslladada a Tanis. El lloc és també anomenat Tell Nabasha i Tell Bedawi i és proper a la ciutat d'Al-Huseiniya, entre Qantir i San al-Hagar. Es pot veure un recinte que tenia un temple dedicat a la deessa Wadjet, del període ramèssida; el recinte hauria contingut originalment dos temples almenys, amb un de més petit al nord-est (de la dinastia XXVI). Al sud-est del recinte les restes d'una ciutat grecoromana i més a l'est el cementiri de l'Imperi Nou. El lloc fou excavat per Petrie que va trobar a les tombes molts objectes, entre elles un sarcòfag de granit gris amb el nom d'un príncep i sacerdot de l'imperi nou, les restes d'una estàtua colossal de Ramsès II, un altar de l'imperi mitjà i restes de dos estàtues amb tron de l'imperi mitjà.